# Мозындор
 Мозындор  — посёлок в Удорском районе Республики Коми в составе сельского поселения Вожский.

## География
Расположен на левой стороне речки Мозын на расстоянии примерно в 60 км по прямой на юг-юго-восток от районного центра села Кослан на железнодорожной линии Микунь-Кослан.

## История
Основан в 1966 при строительстве  железной дороги Микунь-Кослан. В 1970 в поселке жило 528 человек, в 1989 – 1300 (57% русские), в 1992 – 783.

## Население
Постоянное население  составляло 990 человек (русские 68%) в 2002 году, 918 в 2010 .